# Thekla Kauffmann
Thekla Kauffmann (* 18. Januar 1883 in Stuttgart, Königreich Württemberg; † 21. Dezember 1980 in New York) war eine deutsche Politikerin (DDP) und von 1919 bis 1920 die einzige jüdische Abgeordnete im Landtag von Württemberg.

## Leben
Kauffmann wurde 1883 in Stuttgart geboren. Ihr Vater war ein jüdischer Fabrikant.
Vor dem Ersten Weltkrieg wirkte sie beim Verein für Frauenstimmrecht mit. 1919 wurde sie für die DDP in die Verfassunggebende Landesversammlung von Württemberg gewählt. Sie arbeitete im Petitionsausschuss und im Sonderausschuss für den Entwurf eines Jugendfürsorgegesetzes mit. Mit ihrer zweiten Kandidatur scheiterte sie allerdings und so zog sie sich 1920 wieder aus der Landespolitik zurück. Sie kandidierte 1931 auf einer reinen Frauenliste für den Stuttgarter Gemeinderat, die allerdings kein Mandat errang.
Bis 1933 war Kaufmann Abteilungsleiterin beim Landesarbeitsamt in Stuttgart. Sie richtete beim Arbeitsamt Stuttgart eine Hilfsstelle für Frauenarbeit ein und eine neue Abteilung für Frauen. Weil sie Jüdin war, wurde sie 1933 nach der Machtergreifung der Nationalsozialisten aus dem Staatsdienst entlassen (Gesetz zur Wiederherstellung des Berufsbeamtentums). 
Kaufmann arbeitete danach als Sozialarbeiterin bei der Wohlfahrtsstelle der Stuttgarter israelitischen Gemeinde. Sie leitete die regionale Auswandererkommission des Hilfsvereins der Juden in Deutschland und kooperierte mit dem US-amerikanischen Konsulat in Stuttgart, das für den Westen und Süden des Deutschen Reiches zuständig war und daher die große Masse der Einwanderungsgesuche der zur Emigration gezwungenen deutschen Juden bearbeiten musste.
1941 floh sie selbst, kurz vor Beginn der Deportation deutscher Juden, mit ihrer Mutter nach Frankreich und von dort in die USA. In Chicago leitete sie ein Heim für berufstätige Mütter, später arbeitete sie in der dortigen Stadtbücherei. Ihren Lebensabend verbrachte sie ab 1960 bei ihrer Schwester in New York.

## Ehrung
In Stuttgart-Bad Cannstatt ist eine Straße nach Kauffmann benannt.
Kauffmann wurde in die neue Ausgabe des Gedenkbuchs politisch verfolgter Abgeordnete aufgenommen.

## Schriften
- Thekla Kauffmann: German-Jewish Children's Aid, übersetzter Auszug aus: Auswanderung: Erinnerungen 1933-1947. In: Andreas Lixl-Purcell (Hrsg.): Women of Exile: German-Jewish Autobiographies since 1933. Westport : Greenwood, 1988, ISBN 0-313-25921-6, S. 45–49